# Abraxas dohrnii
Abraxas dohrnii là một loài bướm đêm trong họ Geometridae.